# Иберер, Флориан
Фло́риан И́берер (нем. Florian Iberer; род. 12 декабря 1982, Грац, Австрия) — австрийский хоккеист, защитник клуба «Грац Найнти Найнерс», выступающего в Австрийской хоккейной лиге.

## Карьера
Флориан Иберер начал профессиональную карьеру в клубе «Грац Найнти Найнерс», где выступал с 1999 по 2005 год. После уехал в США, где выступал за клубы «Элмира Джэкелс», «Куад Сити Маллардс», «Аляска Эйсез» и «Каламазу Уингз». В 2008 году вернулся в Австрию, подписав контракт с «Блэк Уингз Линц». 22 июня 2014 года в качестве свободного агента перешёл в «Вена Кэпиталз».